# 山口県道231号美祢小郡線
山口県道231号美祢小郡線（やまぐちけんどう231ごう みねおごおりせん）は、山口県美祢市から山口市に至る一般県道である。

## 概要
美祢市伊佐町伊佐から山口市小郡真名に至る。

### 路線データ
- 起点：美祢市伊佐町伊佐（上曽原交差点、国道435号交点）
- 終点：山口市小郡真名（山口県道28号小郡三隅線交点）

## 歴史
- 1958年（昭和33年）10月1日 - 山口県告示第644号の2により認定される。
- 1972年（昭和47年） - 山口県の県道番号再編により現行の路線番号に変更される。
- 2004年（平成16年）11月1日 - 沿線にあった厚狭郡楠町が宇部市に編入される。
- 2005年（平成17年）10月1日 - 山口市と佐波郡・吉敷郡の全4町が対等合併して改めて山口市が発足したことに伴い終点の地名表記が変更される（吉敷郡小郡町真名→山口市小郡真名）。

## 路線状況

### 重複区間
- 山口県道30号小野田美東線（宇部市大字東吉部）

## 地理

### 通過する自治体
- 山口県
  - 美祢市 - 宇部市 - 山口市

### 交差する道路
| 交差する道路                                                      | 市町村名 | 交差する場所 | 交差する場所        |
| ----------------------------------------------------------------- | -------- | ------------ | ------------------- |
| 国道435号                                                         | 美祢市   | 伊佐町伊佐   | 上曽原交差点 / 起点 |
| 山口県道30号小野田美東線 重複区間起点                             | 宇部市   | 大字東吉部   |                     |
| 山口県道30号小野田美東線 重複区間終点                             | 宇部市   | 大字東吉部   |                     |
| 国道490号                                                         | 宇部市   | 大字小野     |                     |
| 山口県道28号小郡三隅線 山口県道501号山口秋吉台公園自転車道線 重複 | 山口市   | 小郡真名     | 終点                |

### 沿線
- 常盤ロイヤルカントリークラブ

### 峠
- 国木峠（宇部市大字小野）